# Aeródromo de Soria-Garray

i8
i11
i13
Der Aeródromo de Soria-Garray ist ein Flugplatz der allgemeinen Luftfahrt  in der spanischen Provinz Soria im nördlichen Teil Zentralspaniens. Er befindet sich im Gemeindegebiet von Garray rund drei Kilometer westlich der Stadt Garray in der Nähe der Nationalstraße N-111.
Der 2003 erbaute und 2004 eröffnete Flugplatz mit einer Fläche von 90 Hektar ist nach den Regeln für Sichtflüge (VFR) für Flugzeuge bis zu einem Gesamtgewicht von 22 Tonnen und Hubschrauber zugelassen und verfügt über zwei befestigte Start- und Landebahnen. Die Haupt-Start- und Landebahn soll auf 2092 m Länge und 45 m Breite vergrößert werden, damit auch größere Flugzeuge wie die Airbus A320 oder Boeing 737 den Flughafen ansteuern können. Ein entsprechendes Projekt wurde 2023 initiiert.
Auf dem Flugplatzgelände befindet sich neben dem Hangar, dem Tower (Towerfrequenz: 123.500 MHz), eine Tankstelle mit AV GAS 100 LL und die Einrichtungen der Flugschule Escuela de Formación Aeronáutica AIRMAN sowie ein Restaurant. Betreiber ist das Unternehmen Airpull Aviation.

## Trivia
Das spanische Militär nutzt diesen Flugplatz zu Trainings- und Ausbildungsflügen mit Maschinen vom Typ  CASA C-295M. Im August 2008 war der Flugplatz Austragungsort des Copa Triangular de Vuelo Acrobático (CTVA), einem Kunstflugwettbewerb mit historischen Maschinen.